# 조쉬 (2000년 영화)
조쉬(Josh)는 인도에서 제작된 만수르 칸 감독의 2000년 액션, 드라마, 뮤지컬, 멜로/로맨스 영화이다. 샤룩 칸 등이 주연으로 출연하였고 가네시 자인 등이 제작에 참여하였다.

## 출연

### 주연
- 샤룩 칸
- 아이쉬와라 라이

### 조연
- 찬드라추어 싱
- 샤러드 S. 카푸르
- 프리야 길
- 샤랫 사세나
- 비벡 바스와니
- 안잔 스리바스타브
- 나디라
- 보만 이라니
- 푸닛 바쉬스트

## 제작진
- 의상: 애슐리 로벨로
- 대사: 니어라즈 보라